# Stolen Childhoods
Stolen Childhoods es un documental de 2005, escrito por Len Morris, que también lo dirigió junto a U. Roberto Romano, musicalizado por Miriam Cutler, en la fotografía estuvo U. Roberto Romano y los protagonistas son Evyenia Constantine, Tom Harkin y Meryl Streep, entre otros. Esta obra fue realizada por Galen Films, se estrenó el 20 de mayo de 2005.

## Sinopsis
Es el primer largometraje documental que se ha hecho acerca del trabajo infantil a nivel mundial. Se dan a conocer historias de chicos trabajadores por todo el planeta, relatadas por ellos mismos. Se los puede ver haciendo labores en vertederos, canteras y hornos de ladrillos.